# Elezioni generali nelle Isole Marshall del 2015
Le elezioni generali nelle isole Marshall del 2015 si sono tenute il 16 novembre per il rinnovo della Nitijeļā, il Parlamento marshallese.

## Sistema elettorale
I 33 membri della Nitijeļā vengono eletti con suffragio universale da tutti i cittadini di età maggiore di 18 anni in 19 collegi uninominali attraverso un sistema maggioritario secco e 5 collegi plurinominali, con un numero di eletti che va da due a cinque, attraverso un sistema di voto in blocco. Il Presidente viene poi indirettamente eletto dalla Nitijeļā tra i propri membri.

## Risultati
Poiché la legge elettorale marshallese prevede che siano ritenute valide anche le schede elettorali arrivate per posta fino a 14 giorni dopo il giorno dell'elezione, purché rechino uno timbro postale precedente a tale giorno, il conteggio completo di tutti i voti non si è avuto che a partire dal 1º dicembre 2015.
I risultati ufficiali, pubblicati a fine dicembre, hanno visto un forte cambiamento nella composizione del Parlamento - in cui, benché ogni membro sia ufficialmente indipendente, sono comunque presenti dei gruppi - con metà dei membri del gabinetto del Presidente uscente che ha perso il proprio scranno, assieme a membri di spicco dell'allora raggruppamento prominente, l'Aelon̄ Kein Ad (AKA). Anche lo speaker uscente, Donald Capelle, non è stato rieletto, e la carica è andata a Kenneth Kedi.
Questa tornata elettorale ha visto un'affluenza del 45,84%, con solo 20 442 votanti su 44 588 aventi diritto. Essa ha però visto anche l'elezione di tre donne, il più alto numero di sempre nelle Isole Marshall.
| Circoscrizione elettorale                                                  | Candidato            | Voti  | Note                    |
| -------------------------------------------------------------------------- | -------------------- | ----- | ----------------------- |
| Ailinglaplap (2)                                                           | Christopher Loeak    | 760   | Eletto                  |
| Ailinglaplap (2)                                                           | Alfred Alfred, Jr.   | 468   | Eletto                  |
| Ailinglaplap (2)                                                           | Ruben Zackhras       | 410   |                         |
| Ailinglaplap (2)                                                           | Francis Horiuchi     | 178   |                         |
| Ailinglaplap (2)                                                           | Harney Paul          | 113   |                         |
| Ailuk (1)                                                                  | Maynard Alfred       | 268   | Eletto                  |
| Ailuk (1)                                                                  | Atra Lang            | 56    |                         |
| Arno (2)                                                                   | Jejwarick H. Anton   | 636   | Eletto                  |
| Arno (2)                                                                   | Mike Halferty        | 469   | Eletto                  |
| Arno (2)                                                                   | Jiba B. Kabua        | 374   |                         |
| Arno (2)                                                                   | Jefferson B. Barton  | 265   |                         |
| Arno (2)                                                                   | Rumon Jorbal         | 226   |                         |
| Arno (2)                                                                   | Newton Lajuan        | 188   |                         |
| Arno (2)                                                                   | Thomas J. Lokot      | 91    |                         |
| Aur (1)                                                                    | Hilda Heine          | 355   | Eletto                  |
| Aur (1)                                                                    | Justin Lani          | 195   |                         |
| Ebon (1)                                                                   | John M. Silk         | 392   | Eletto                  |
| Ebon (1)                                                                   | Heran Bellu          | 207   |                         |
| Enewetak (1)                                                               | Jack Ading           | 321   | Eletto                  |
| Enewetak (1)                                                               | Yoster John          | 74    |                         |
| Jabat (1)                                                                  | Kessai Note          | —     | Eletto                  |
| Jaluit (2)                                                                 | Casten Nemra         | 436   | Eletto                  |
| Jaluit (2)                                                                 | Daisy Alik-Momotaro  | 399   | Eletto                  |
| Jaluit (2)                                                                 | Rien Morris          | 341   |                         |
| Jaluit (2)                                                                 | Frederick J. de Brum | 299   |                         |
| Jaluit (2)                                                                 | Joe D. Hanchor       | 281   |                         |
| Jaluit (2)                                                                 | Jack Jorbon          | 248   |                         |
| Jaluit (2)                                                                 | Ted J. Kiluwe        | 20    |                         |
| Jaluit (2)                                                                 | Ambi Amram           | 16    |                         |
| Jaluit (2)                                                                 | Jokane J. Bisentha   | 11    |                         |
| Kili/Bikini/Ejit (1)                                                       | Eldon Note           | 247   | Eletto                  |
| Kili/Bikini/Ejit (1)                                                       | Hinton Johnson       | 196   |                         |
| Kili/Bikini/Ejit (1)                                                       | Alson Kelen          | 195   |                         |
| Kili/Bikini/Ejit (1)                                                       | Tony Juda            | 25    |                         |
| Kili/Bikini/Ejit (1)                                                       | Maika Leviticus      | 11    |                         |
| Kwajalein (3)                                                              | Michael Kabua        | 1 211 | Eletto                  |
| Kwajalein (3)                                                              | David Paul           | 987   | Eletto                  |
| Kwajalein (3)                                                              | Alvin Jacklick       | 912   | Eletto                  |
| Kwajalein (3)                                                              | Tony A. de Brum      | 660   |                         |
| Kwajalein (3)                                                              | Jeban Riklon         | 560   |                         |
| Kwajalein (3)                                                              | Steve Dribo          | 330   |                         |
| Kwajalein (3)                                                              | Ataji L. Balos       | 129   |                         |
| Lae (1)                                                                    | Thomas Heine         | 298   | Eletto                  |
| Lae (1)                                                                    | Elmer A. Langbata    | 72    |                         |
| Lib (1)                                                                    | Jerakoj J. Bejang    | 268   | Eletto                  |
| Lib (1)                                                                    | Aeto Bantol          | 102   |                         |
| Likiep (1)                                                                 | Leander Leander, Jr. | 541   | Eletto                  |
| Likiep (1)                                                                 | Donald Capelle       | 394   |                         |
| Likiep (1)                                                                 | Huston Lokeijak      | 123   |                         |
| Majuro (5)                                                                 | Sherwood Tibon       | 2 924 | Eletto                  |
| Majuro (5)                                                                 | Tony Muller          | 2 872 | Eletto                  |
| Majuro (5)                                                                 | Brenson Wase         | 2 598 | Eletto                  |
| Majuro (5)                                                                 | David Kramer         | 2 585 | Eletto                  |
| Majuro (5)                                                                 | Kalani Kaneko        | 2 140 | Eletto                  |
| Majuro (5)                                                                 | Phillip Muller       | 1 660 |                         |
| Majuro (5)                                                                 | Evelyn Lanki         | 1 421 |                         |
| Majuro (5)                                                                 | Biuma Samson         | 1 318 |                         |
| Majuro (5)                                                                 | John Niedenthal      | 622   |                         |
| Majuro (5)                                                                 | Jim Philippo         | 587   |                         |
| Majuro (5)                                                                 | Allen Lanki          | 341   |                         |
| Majuro (5)                                                                 | Caster Konou         | 309   |                         |
| Majuro (5)                                                                 | Cornelius Langmos    | 183   |                         |
| Maloelap (1)                                                               | Bruce Bilimon        | 381   | Eletto                  |
| Maloelap (1)                                                               | Michael Konelios     | 297   |                         |
| Maloelap (1)                                                               | Charles T. Domnick   | 154   |                         |
| Mejit (1)                                                                  | Dennis Momotaro      | 270   | Eletto                  |
| Mejit (1)                                                                  | Helkena J. Anni      | 215   |                         |
| Mejit (1)                                                                  | Barry Rilang         | 20    |                         |
| Mili (1)                                                                   | Wilbur Heine         | 362   | Eletto                  |
| Mili (1)                                                                   | Stevenson Kotton     | 99    |                         |
| Mili (1)                                                                   | Tadashi G. Lometo    | 50    |                         |
| Mili (1)                                                                   | Losan Chinoska       | 7     |                         |
| Namorik (1)                                                                | Mattlan Zackhras     | 269   | Eletto                  |
| Namorik (1)                                                                | Amatlain E. Kabua    | 159   |                         |
| Namu (1)                                                                   | Tony Aiseia          | 409   | Eletto                  |
| Namu (1)                                                                   | Ace Doulatram        | 345   |                         |
| Namu (1)                                                                   | Nena Kilma           | 34    |                         |
| Rongelap (1)                                                               | Kenneth Kedi         | 283   | Eletto                  |
| Rongelap (1)                                                               | Hilton T. Kendall    | 240   |                         |
| Ujae (1)                                                                   | Waylon Muller        | 73    |                         |
| Ujae (1)                                                                   | Atbi Riklon          | 69    | Eletto dopo riconteggio |
| Ujae (1)                                                                   | Danny Heron          | 68    |                         |
| Ujae (1)                                                                   | Caios Lucky          | 59    |                         |
| Ujae (1)                                                                   | Carlson Heine        | 38    |                         |
| Ujae (1)                                                                   | Melvin Majmeto       | 13    |                         |
| Ujae (1)                                                                   | Hideo Milne          | 9     |                         |
| Utirik (1)                                                                 | Amenta Matthew       | 348   | Eletto                  |
| Utirik (1)                                                                 | Hiroshi V. Yamamura  | 286   |                         |
| Wotho (1)                                                                  | David Kabua          | 143   | Eletto                  |
| Wotho (1)                                                                  | Wesley D. Lemari     | 26    |                         |
| Wotje (1)                                                                  | Litokwa Tomeing      | —     | Eletto                  |
| Fonte: Ministero della cultura e degli affari interni delle Isole Marshall |                      |       |                         |

## Conseguenze

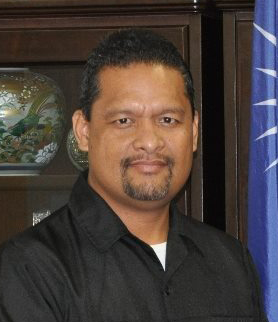
Il candidato d'opposizione Casten Nemra

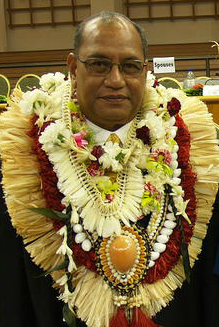
Il presidente uscente Christopher Loeak

Come detto, il gruppo sostenente il Presidente uscente Christopher Loeak uscì piuttosto indebolito dalle elezioni di novembre, non riuscendo a rappresentare una maggioranza, con il Parlamento di fatto in balia delle decisioni di 6 parlamentari mai apertamete dichiaratisi. Tuttavia, quando la neoletta Nitijeļā si riunì il 6 gennaio 2016 per le elezioni presidenziali, fu eletto presidente con un solo voto di scarto il quarantaquattrenne Casten Nemra, il più giovane mai eletto a questa carica, appartenente alla fazione che sosteneva Loeak, che formò quindi un governo l'11 dello stesso mese. Nemra fu sfiduciato dopo nemmeno tre settimane di governo da un votazione che terminò in suo sfavore per 21 a 12. Nuovamente riunitasi il 27 gennaio 2016 per nominare un nuovo Presidente, la Nitijeļā elesse quindi Hilda Heine, che divenne la prima Presidente donna nella storia delle Isole Marshall.

### Elezioni presidenziali
Le elezioni presidenziali, condotte con scrutinio segreto, sono state dunque vinte dal candidato dell'opposizione, Casten Nemra, che ha trionfato sul presidente uscente Christopher Loeak, ottenendo 21 voti, ossia il 63,63% del totale, contro i 12 del suo avversario.
| Candidato                | Candidato                | Posizione                | Voti | %     |
| ------------------------ | ------------------------ | ------------------------ | ---- | ----- |
|                          | Casten Nemra             | Candidato d'opposizione  | 21   | 63,63 |
|                          | Christopher Loeak        | Presidente uscente       | 12   | 36,37 |
|                          |                          |                          |      |       |
| Totale                   | Totale                   | Totale                   | 33   | 100   |
| Astenuti                 | Astenuti                 | Astenuti                 | 0    | 0     |
| Votanti / partecipazione | Votanti / partecipazione | Votanti / partecipazione | 33   | 100   |